# Nü-teng
Nü-teng (Nüdeng) (más néven: Zsen-sze (Rensi) 任姒) legendás személy a Kína történeti korszakát megelőző, három fenség korában. A források leggyakrabban Sao-tien (Shaodian) feleségeként és Jen (Yan) császár anyjaként emlékeznek meg róla.

## Alakja
Életének részleteiről keveset árulnak el a történeti források. Sze-ma Csien (Sima Qian) művében, A történetíró feljegyzéseiben az olvasható, hogy Nü-teng (Nüdeng) a Ju-csiao (Youjiao) (有蟜) nemzetségből származott, aki Sao-tien (Shaodian) felesége lett. A legenda szerint Nü-teng (Nüdeng) egy folyóparton sétálgatva pillantott meg egy sárkányt, amikor megfogant, majd világra hozta fiát, a későbbi Jen (Yan) császárt. A csodálatos körülmények között fogant fiúgyermeknek bikafeje és emberteste colt, születése után három nappal már tudott beszélni, öt nap után pedig képes volt járni is.